# 右更一
右更一（双鱼座ρ，ρ Psc）是双鱼座的一颗恒星，视星等为+5.40，距离地球约82光年。